# Platyplectrum ornatum
Platyplectrum ornatum är en groddjursart som först beskrevs av Gray 1842.  Platyplectrum ornatum ingår i släktet Platyplectrum och familjen Limnodynastidae. IUCN kategoriserar arten globalt som livskraftig. Inga underarter finns listade i Catalogue of Life.